# HK Vukovi Stari Grad
HK Vukovi Stari Grad je hokejski klub iz općine Stari Grad u Sarajevu. Momčad je osnovana 2002. godine. Nakon završenog play-off turnira 21. ožujka 2010. u Sarajevu, postali su prvi prvaci Bosne i Hercegovine u hokeju na ledu.

## Vanjske poveznice
- HK Stari Grad na eurohockey.net
- Roster